# Burcsa Győző
Burcsa Győző (Kaposvár, 1954. március 13. –) magyar labdarúgó, edző. Az 1986-os mexikói labdarúgó-világbajnokság résztvevője. 2014 és 2015 között a Videoton FC klubigazgatója.

## Pályafutása

### Klubcsapatban
Szülővárosában kezdett a labdarúgással ismerkedni és a helyi Rákócziban lett élvonalbeli játékos. Innen került 1976-ban Székesfehérvárra. Itt hamarosan a csapat stabil tagjává vált. Öt idény után, 1981-ben Győrbe szerződött. Itt három idény alatt két bajnoki címet és egy második helyezést értek el. 1984-ben visszatért a Videotonhoz és tagja volt az UEFA-kupában a döntőig menetelő csapatnak. A tizenkét mérkőzés mindegyikén szerepelt.
1985 és 1990 között Franciaországban játszott profiként. Első két idényben játszott az ismertebb, AJ Auxerre csapatában.

### Válogatottban
A magyar válogatottban 1979 és 1986 között 15 alkalommal szerepelt és 3 gólt szerzett. Tagja volt az 1986-os mexikói világbajnokságon részt vevő csapatnak, ahol Szovjetunió (0-6) és Kanada (2-0) ellen lépett pályára. 18 alkalommal szerepelt az olimpiai válogatottban.

### Edzőként
Trénerként a francia Arras játékosedzőjeként kezdett dolgozni. 1990 és 1992 között a Videoton, 1993-ban a Nyíregyháza edzője volt. 1995. áprilisától az 1996. októberi lemondásáig a Matáv SC Sopron edzője volt a másodosztályban. Ezután szakított a labdarúgással. Sopronban telepedett le, üzletemberként dolgozott. 2014 májusától 2015 augusztusáig a Videoton klubigazgatója volt.

## Sikerei, díjai
- Magyar bajnok: (1981–1982, 1982–1983).
- UEFA kupa 2.: (1984–1985).

## Statisztika

### Mérkőzései a válogatottban
| Magyarország | Magyarország         | Magyarország                     | Magyarország  | Magyarország | Magyarország  | Magyarország  | Magyarország | Magyarország |
| #            | Dátum                | Helyszín                         | Hazai         | Eredmény     | Vendég        | Kiírás        | Gólok        | Esemény      |
| ------------ | -------------------- | -------------------------------- | ------------- | ------------ | ------------- | ------------- | ------------ | ------------ |
| 1.           | 1979. szeptember 12. | Nyíregyháza                      | Magyarország  | 2 – 1        | Csehszlovákia | barátságos    | -            | 63'          |
| 2.           | 1980. augusztus 20.  | Budapest, Népstadion             | Magyarország  | 2 – 0        | Svédország    | barátságos    | 1            | 80'          |
| 3.           | 1980. augusztus 27.  | Budapest, Népstadion             | Magyarország  | 1 – 4        | Szovjetunió   | barátságos    | -            |              |
| 4.           | 1980. szeptember 24. | Budapest, Népstadion             | Magyarország  | 2 – 2        | Spanyolország | barátságos    | -            | 78'          |
| 5.           | 1982. szeptember 22. | Győr, Rába ETO Stadion           | Magyarország  | 5 – 0        | Törökország   | barátságos    | 1            | 28'          |
| 6.           | 1982. október 6.     | Párizs, Parc des Princes         | Franciaország | 1 – 0        | Magyarország  | barátságos    | -            |              |
| 7.           | 1983. április 17.    | Budapest, Népstadion             | Magyarország  | 6 – 2        | Luxemburg     | Eb-selejtező  | 1            | 28' 65'      |
| 8.           | 1983. április 27.    | London, Wembley Stadion          | Anglia        | 2 – 0        | Magyarország  | Eb-selejtező  | -            | 64'          |
| 9.           | 1983. szeptember 7.  | Budapest, Népstadion             | Magyarország  | 1 – 1        | NSZK          | barátságos    | -            |              |
| 10.          | 1983. október 12.    | Budapest, Népstadion             | Magyarország  | 0 – 3        | Anglia        | Eb-selejtező  | -            | 46'          |
| 11.          | 1986. március 16.    | Budapest, Népstadion             | Magyarország  | 3 – 0        | Brazília      | barátságos    | -            | 8'           |
| 12.          | 1986. június 2.      | Irapuato, Estadio Irapuato (MEX) | Szovjetunió   | 6 – 0        | Magyarország  | vb-csoportkör | -            | 12'          |
| 13.          | 1986. június 6.      | Irapuato, Estadio Irapuato (MEX) | Magyarország  | 2 – 0        | Kanada        | vb-csoportkör | -            | 27'          |
| 14.          | 1986. november 12.   | Athén, Olimpiai Stadion          | Görögország   | 2 – 1        | Magyarország  | Eb-selejtező  | -            |              |
| 15.          | 1987. április 29.    | Rotterdam, Feijenoord Stadion    | Hollandia     | 2 – 0        | Magyarország  | Eb-selejtező  | -            | 70'          |
|              | Összesen             |                                  |               | 15           | mérkőzés      |               | 3            | gól          |